# Saint-Hilaire-de-la-Côte
Saint-Hilaire-de-la-Côte – miejscowość i gmina we Francji, w regionie Owernia-Rodan-Alpy, w departamencie Isère.
Według danych na rok 1990 gminę zamieszkiwało 1001 osób, a gęstość zaludnienia wynosiła 73 osób/km² (wśród 2880 gmin regionu Rodan-Alpy Saint-Hilaire-de-la-Côte plasuje się na 783. miejscu pod względem liczby ludności, natomiast pod względem powierzchni na miejscu 861.).